# Bitwa nad Trejderą
Bitwa nad Trejderą – bitwa stoczona w 1298 roku pomiędzy Litwinami pod wodzą wielkiego księcia litewskiego Witenesa a wojskami zakonu krzyżackiego w Inflantach dowodzonymi przez mistrza krajowego Brunona.
W połowie lat 90. XIII wieku, w wyniku akcji dyplomatycznych i militarnych komtura ragnetyńskiego Ludwika von Liebenzella, udało się rozbić sojusz Żmudzi z Auksztotą. Dla odciętych w ten sposób od terenów pruskich, a szczególnie od Sambii, Litwinów rejon Inflant oraz Jaćwieży był głównym teatrem działań zbrojnych przeciwko zakonowi krzyżackiemu.
W roku 1297 powstała w Inflantach silna opozycja przeciwko zakonowi kawalerów mieczowych. Zatargi na tle ekonomicznym pomiędzy Rygą a zakonem wykorzystał książę litewski, udzielając zbrojnej pomocy miastu. Równocześnie na ziemie litewskie od strony Królewca ruszyła rejza mająca odciągnąć Witenesa od problemów z kawalerami mieczowymi. Wojskami zakonu krzyżackiego dowodził komtur królewiecki Bertold Bruhaven. Pomimo że Krzyżacy dotarli aż pod Grodno, akcja ta nie przyniosła zamierzonego efektu. W tym czasie książę litewski Witenes opanował zamek Karkhus (Karksi ordulinnus) nieopodal Rygi. Na początku roku 1298 nad brzegami Trejdery stoczył walną bitwę z rycerzami zakonu kawalerów mieczowych. Kawalerowie bitwę przegrali, tracąc w boju mistrza krajowego Brunona oraz 22 braci rycerskich.
Sromotna klęska rycerzy zakonu kawalerów mieczowych spowodowała ostre i zdecydowane kroki zakonu krzyżackiego. W sprawę organizacji interwencji zbrojnej w Inflantach zaangażował się sam wielki mistrz Gotfryd von Hohenlohe, a udana interwencja zbrojna zakończyła się sukcesem militarnym pod Neuermühlen i opanowaniem sytuacji w Inflantach.